# Juan Rodríguez del Padrón
Juan Rodríguez del Padrón o de la Cámara (Padrón, 1390-Monasterio de Herbón, 1450) fue un soldado, poeta, prosista y fraile galaico del siglo XV. 

## Biografía
Nació en Padrón en el seno de la Casa de la Cámara, una conocida familia de la hidalguía del Reino de Castilla, originarios de Alcalá de Henares en el siglo XIII, y asentados en Galicia y en el Reino de Portugal.  Los datos que conocemos acerca de él ni son muchos, ni podemos asegurar su veracidad, pues tradicionalmente se ha relacionado su vida con su ficción amorosa. Parece ser que pasó de ser soldado de Juan II a tomar el hábito franciscano. Es inevitable aproximarlo a Macías, el Enamorado, al que admiraba profundamente, así lo demuestran las constantes referencias a su figura. Su faceta como escritor hizo que pasara a la historia de la literatura como iniciador de un género que, aún tomando cosas de otros pasados, no deja de evolucionar dando pie a obras que llegaron a constituir lo que hoy conocemos por ficción sentimental. Su obra no se reduce a la prosa y, además de unos tanteos con la traducción, también es reconocido por su poesía. Esta dualidad la veremos conviviendo en unos escritos donde no solo encontraremos narración, sobre odo en el Siervo libre de amor.
Juan Rodríguez del Padrón o de la Cámara fue un escritor español del siglo XV. Pertenecía a la familia Collazo, por lo que gozó de una sólida posición económica y gran reputación social. Se sabe que nació en los últimos años del siglo XIV en Padrón, localidad gallega, concretamente en la Rocha iriense, donde sitúa su obra Siervo libre de amor. El haber nacido allí era motivo de orgullo, pues consideraba un honor compartir el lugar de nacimiento con el trovador Macías, quien influyó en su estilo de escritura. En su obra son fundamentales los conceptos de novela cortés, de la que tomará la forma, y cortezia, virtud que un hombre adquiere por medio del amor y que le otorga un carácter aristocrático. Algunos de los miembros de su familia paterna estaban cercanos a la Orden Franciscana Reformada. Es difícil reconstruir su vida, puesto que de sus versos nació una leyenda personal que engendró incluso biografías apócrifas como cierta Vida del trovador Juan Rodríguez del Padrón que fue editada a comienzos del siglo XIX por Pedro José Pidal (Revista de Madrid, 2.ª serie, n. º 2 (noviembre de 1839) y de la que existen al menos dos copias manuscritas del siglo XVII. Hay que tener en cuenta que esta no se trata de una biografía real, sino de una novelización de su vida a partir de sus poemas. 
Fue clérigo secular, familiar del Cardenal Juan de Cervantes, de la orden de los franciscanos, compañía en la que coincidió con Gonzalo de Medina. Su larga estancia en Italia con Cervantes y sus múltiples viajes le permitieron conocer la literatura italiana y las cortes europeas. Además, gozó de beneficios eclesiásticos como clérigo secular, tales como un canonicato o prebendas en la catedral de Santiago de Compostela, rentas de una canonjía y prebenda en la catedral de Tuy y una octava parte de un beneficio simple de la Parroquia de Sta. María de Gualdo, diócesis de Lugo. Sin embargo, los abandonó en 1441 para retirarse como fraile menor franciscano a Jerusalén. Sabemos que sus últimos años los pasó en el cenobio padronés de Herbón. No existe ningún dato concreto sobre la fecha de su fallecimiento, pero la información sobre él termina en 1450, así que estimamos que murió hacia esa fecha o en años algo posteriores.
Sobre su vida amorosa se han realizado muchísimas especulaciones, atribuyéndole amores trágicos. La aparición a finales del siglo XVI de la obra anónima Vida de Juan Rodríguez del Padrón en tiempo de Henrique IV hizo habitual relacionar sus obras con sus amoríos. De ella aparecieron dos versiones, por lo que sabemos que tuvo cierta difusión. En la Vida se cuentan las apasionadas historias sentimentales entre Rodríguez del Padrón y la reina de Castilla y, más tarde, la de Francia. Sobre el primer amor se cuenta que la relación tenía tal alto grado de secretismo que ni siquiera sabía la identidad de la amada hasta que ella misma se la descubrió. Tras desvelárselo a un amigo suyo, traicionando la confianza de la reina, esta lo rechazó inmediatamente. Es entonces cuando el escritor se retiró a Francia y conoció a su reina. Se dice que la dejó embarazada mientras su marido estaba en la guerra y que, al ver su vida peligrar, intentó huir a Inglaterra, pero lo apresaron y lo mataron. A pesar de que muchos historiadores modernos rechazan estas historias, se insiste en que, en cierta medida, la obra es autobiográfica. Hernández Alonso acepta la veracidad de las historias de amor con damas de alta alcurnia, pero no todo lo demás. Así, se podría concluir que esta obra es ficción disfrazada de autobiografía. 
La falta de datos hace que desconozcamos sus primeros años de vida, pero sí sabemos que recibió una muy buena educación en Salamanca. Lo demuestra mencionando en el Siervo libre de amor a autores clásicos antiguos como Ovidio o Virgilio y modernos como Dante. En la Cadira de honor también se menciona a Petrarca y a Andreas Capellanus. Además, en toda su obra es perceptible la influencia de la poesía cortesana coetánea, especialmente la de los decires narrativos del Marqués de Santillana, el Infierno de los enamorados y El Sueño.

## Producción poética

### Bursario
El Bursario de Juan Rodríguez del Padrón es una traducción de las Heroidas ovidianas. La temática es el amor expresado como ausencia, dolor, abandono o pérdida de la amada al amado. El interés de este texto radica en los añadidos textuales secundarios: el prólogo, un epígrafe introductorio a cada una de las cartas, un excurso tras la epístola XIX y, especialmente, tres cartas originales del padronés. En el prólogo, llama la atención la orientación que se otorga a la obra, se presenta como un tratado medieval con valor didáctico. En cuanto a las tres epístolas autógrafas, el autor las atribuye a Ovidio, queriendo demostrar la compenetración que tenía con el autor latino. Las dos primeras son las cruzadas entre Troilo y Briseida, y la tercera, la carta de Madreselva a Mausolo.  

### Poesía de cancionero
No hay ninguna influencia latina, francesa o italiana en su obra poética, sino una tradición lírica gallego-portuguesa. Así, sus poesías son más cercanas a la tradición provenzal y a la poesía de cancionero, tanto en espíritu como en forma. En total son 14 poemas, 11 de ellos canciones. Cabe destacar las múltiples alusiones a los grandes escritores de la Antigüedad. Las referencias mitológicas son abundantes y las utiliza no solo como recurso didáctico, sino que «observa frente a ellos una muy medieval pluralidad de actitudes que coinciden en un rasgo: desconocerle su esencial sentido religioso y folklórico» (Lida de Malkiel, 1952: 338). Toda su producción poética se ha conservado, por una parte, en su obra en prosa Siervo libre de amor, en la que aparecen 6 de ellas, y por otra, en varios cancioneros: el General, el de Stúñiga, el de Herberay des Essarts y en dos de la Biblioteca de Palacio.
Dentro del primer bloque, el de las canciones del Siervo, encontramos 6 poesías de las que hablaremos en orden de aparición. No tendrán un tema común, pues se encuentran insertas en el devenir narrativo de la obra. 
Sí, sin error pudo dezir es un villancico importante por su intención imprecatoria. Paz a paz, gentil señor aparece como enunciado de una canción que le canta el corazón al amor. Recebid alegremente es una copla de pie quebrado que envía Juan Rodríguez del Padrón, aconsejado por su amigo, a su dama. Es una canción ágil y amena en cuanto a contenido, el cual se puede dividir en tres secciones: el ofrecimiento de la canción a su dama, el saludo y envío del corazón encadenado y la petición de ser admitido como sirviente. Será otra poesía imprecatoria Alegre del que vos viese. En ella el autor, herido por el rechazo de su dama, le desea que no la quiera nadie, aunque en la última estrofa se intuye su anhelo por obtenerla. Encontramos en Aunque me vedes así una sucesión de concatenaciones, es decir, el último verso de una estrofa se repite en el primero de la siguiente. La canción comienza y se cierra con un pareado que actúa como leitmotiv: aunque me vedes así/cativo, libre nací. Todo este poema gira en torno a la queja de la falta de libertad, que sacrifica al ponerse al servicio del amor de su dama. Cerca del alva, cuando están, última poesía del Siervo, son en realidad dos canciones. De la primera, llama la atención la métrica, dividimos el poema en tres bloques: el primero se compone de una sextina y una redondilla octosilábica, el segundo de dos redondillas hexasílabas y el tercero de catorce versos irregulares. Su carácter descriptivo-narrativo pone en contexto a la segunda parte de la canción. Esta alude a dos poemas de Juan Rodríguez del Padrón: Pues que Dios y mi ventura y Ya, señora, en quien fiança. De métrica mucho más regular, está compuesta, por una parte, por una redondilla, y por otra, por redondillas y cuartetas, todas octosílabas. Con ella se pretende evocar la figura y la poesía de Macías.
Fuera del Siervo libre de amor, pero siguiendo su misma línea amorosa, Rodríguez del Padrón cuenta con una pequeña producción poética repartida en varios Cancioneros. En el Cancionero General se encuentran ¡Ham, ham! Huid que ravio, Cuidado nuevo venido y Fuego del divino rayo, canto al desengaño de las vanidades humanas y del amor. Se cree que esta última es posterior al Siervo pues viene provocada por el cambio de vida que le supuso un desengaño importante. En el Cancionero de Herberay encontramos otras dos composiciones suyas: Tan fuertes llamas de amor y Bive, Leda, si podrás, que complementa a la canción O desvelada sandía. El Cancionero de Stúñiga guarda, además de la canción Bive, Leda, si podrás, otros dos poemas con tintes galaicoportugueses: O desvelada sandía y Bien amar, leal servir (Hernández Alonso,1982: 86-89).
De carácter alegórico sacro-profano encontramos otras dos composiciones: los Diez Mandamientos del amor y Los Siete gozos. Ambos se encuentran en el Cancionero General.
Los Siete gozos está compuesto de 23 estrofas, de las cuales la mayoría son décimas de diversa rima y acentuación irregular, aunque también podemos encontrar estrofas de nueve versos de cuartetas, quintillas y algunos de doce. En cuanto al contenido, cada uno de los gozos expresa un estadio por el que pasa el autor hasta llegar a la correspondencia del amor. El primero cuenta el estado de locura en el que queda el autor tras su primera impresión sobre la dama. El segundo gozo expresa la tristeza del amado por la frialdad de la señora, así que, en el tercero, el autor explica que no quiso ofender al amor. En el cuarto expone su concepción del fuego del amor: se refiere a una mujer mayor y enumera sus virtudes. En el quinto empieza a recibir cierta atención por parte de su dama, a quien ofrece sus servicios y suplica la piedad o la muerte. Esta atención lleva a que el sexto gozo sea el de la esperanza y la férrea voluntad, que mantienen la llama del amor viva en el amado. Finalmente, el séptimo gozo expresa una súplica encubierta a la dama, un deseo de amar y ser amado. Conforman el cierre del poema una estrofa refiriéndose a Macías y visiones de la muerte y de las cinco plagas: los celos, el amor, el partir, el bien amar sin ser correspondido y el no poder desenamorarse.
Los Diez Mandamientos del amor son un poema que ejemplifica muy bien la llamada religio amoris, es decir, imaginar el cultivo del amor como una auténtica religión. Esta obra tiene un claro enfoque bíblico: el Amor aparece dictando sentencias contra los enamorados desleales, casi como si fuera un Cristo juez. Juan Rodríguez del Padrón le pide, como si fuera Moisés, un Decálogo. Entonces, el Amor dictará diez mandamientos que se cierran con una declaración hostil hacia quienes los incumplan. Se cree que esta obra, estructurada en 27 redondillas, fue compuesta antes que el Siervo libre de amor, pero después de que Rodríguez del Padrón sufriera un gran desengaño amoroso. 

## Prosa didáctica
Encontramos en la obra de Juan Rodríguez del Padrón una prosa de carácter didáctico. Aunque de tímida relevancia respecto al Siervo libre de amor, del que nos ocuparemos más adelante, debemos referirnos en este punto al Triunfo de las donas y a la Cadira de honor.

### Triunfo de las donas
Enmarcado en una polémica literaria que enfrentaba a los defensores y detractores del género femenino, escribe el Triunfo de las donas, tratado reflexivo circunscrito en una alegoría, la historia de Aliso y Cardiana. Concurre en la disputa enfrentándose con su literatura a la corriente misógina que en España se había manifestado en 1438 con el Corbacho de Alfonso Martínez de Toledo.
Delega sus responsabilidades como profeminista haciendo llegar sus ideas al lector en voz de la ninfa Cardiana, que encontramos metamorfoseada en una fuente con su amante, Aliso. En este monólogo, después de presentar cuatro razones por las que las mujeres merecen un mejor trato que los hombres, se exponen cincuenta argumentos, con los que se pretende convencer de las excelencias y virtudes de las mujeres. 
Abre y concluye halagando y brindando el tratado a la primera esposa del rey de Castilla Juan II, María de Aragón. Precisamente por esta dedicatoria se habla de una fecha límite en la composición, 1445, año de la muerte de esta reina. Tampoco pudo estar escrita antes de 1438, pues aparece mencionado el Corbacho. César Hernández Alonso, erudito que ha realizado aportaciones significativas sobre nuestro autor, se aventura a reducir las posibilidades y lo data de finales de 1440, principios de 1441.
Es evidente que el Triunfo de las donas está concebido como introducción a la Cadira de honor. Aunque el primero adquirió fuerte independencia debido a su temática y extensión, podemos hablar de dos tratados didácticos en uno. Más allá de suposiciones, nos encontramos con certezas que avalan esta teoría, un buen ejemplo es el testimonio que nos deja una carta escrita por el autor. Se demuestra así el vínculo entre ambas, en ella se aclara literalmente la existencia de una primera y segunda parte.
De la misma manera que el Triunfo da pie a la Cadira, lo hacemos nosotros.

### Cadira de honor
Encuadrada la obra en una alegoría, quedan recogidos los pensamientos del autor sobre el honor, al que trata de dar una definición. El planteamiento propuesto de una nobleza cuatripartita: teológica, moral, vulgar y política motiva profundas reflexiones sobre aspectos nobiliarios en relación con el linaje, la dignidad o la virtud. Se constituye con ello uno de los temas más trascendentes. 
Debido a su ligazón con el Triunfo podemos adjudicarle fechas muy próximas. Bien es cierto que la traducción al francés en 1460 de Fernando de Lucena no solo nos indica la popularidad de este episodio introductorio, también una circulación irregular de ambas partes, llegando a conservarse en copias diferentes. Esto nos hace considerar que las composiciones se realizaron con algún breve espacio de tiempo, no inmediatamente una detrás de la otra.
A propósito del enlace entre estos dos tratados que venimos comentando, no son pocos los argumentos que cercioran un hermanamiento entre la Cadira de honor y el Siervo libre amor. Tanto en una como en otra encontramos entroncados episodios que bien podrían independizarse del núcleo con el que se relacionan. Si en la Cadira tenemos el Triunfo, en el Siervo, la Estoria de dos amadores, sendos textos gozan de autonomía por presentar asuntos que suscitarían el interés de los lectores a los que se dirigen: nobles damas y caballeros.

## Ficción sentimental:Siervo libre de amor
Si en algo coinciden todos los estudiosos de Juan Rodríguez del Padrón y de su obra es en otorgarle la máxima importancia al Siervo libre de amor, sobre el que nos detendremos en las siguientes líneas. Es un tratado homogéneo, fruto de la maestría con la que se funden elementos heterogéneos de manera coherente. Así, convive lo biográfico con lo alegórico, lo real con lo onírico, lo profano con lo sagrado. Aunque son notables un arsenal de características más, es en esta fusión, sobre todo, donde reside su trascendencia.

### El género
No existe acuerdo entre los investigadores para ofrecer una lista de rasgos finita que podamos aplicar a la novela sentimental. Sí que coinciden en que se trata del producto de la incorporación de distintos elementos venidos de géneros literarios predecesores. A diferencia de la picaresca o la celestinesca que habían concebido obras permeables a entrar en el canon literario (el Lazarillo y la Celestina), la ficción sentimental no consiguió laurear de la misma manera sus creaciones.
De lo que sí somos capaces es de poner un punto de partida, pues, antes de la composición del Siervo y de la Sátira de felice e infelice vida, en el siglo XV, no encontramos otros ejemplos de ficción castellana en prosa. Lo habitual entonces era leer verso o crónicas de la época, como la de Don Álvaro de Luna o Lucas de Iranzo que van tomando un cariz novelesco. Los textos de Diego de San Pedro, Cárcel de amor, o Juan de Flores, Grimalte y Gradissa, distan de la coyuntura en la que se movían las obras del padronés, este importante grupo lo situamos entre la segunda mitad del siglo XV y la publicación de la Celestina, 1499. Aunque pervive lo moralizante, se dilata la horquilla temática y se constituye como núcleo la idea de un amor imposible. Finalizando el reinado de los Reyes Católicos, no vemos mucha evolución, ni se innova en el desarrollo del argumento, ni en los temas, que no reflejan más que análisis sentimentales en los que se reflexiona sobre el amor.

La pluralidad de ingredientes que conforman estas novelas ha propiciado una estructura voluble. Sin perder lo esencial del hilo narrativo, desfilarán por él composiciones líricas o distintas formas en prosa como debates moralizantes, alegorías, epístolas. Lo veremos en el Siervo, pero se puede extrapolar a otros textos. Pasa lo mismo con el argumento, nos toparemos con una historia de amor con un trágico final. Es posible compendiar lo que sucede en todas estas narraciones. Se tratará por tanto de un patrón argumental que podemos aplicar a las obras sentimentales. Así lo esboza Carmelo Samoná (1991, p. 377):
Un caballero ama a una doncella, quien acepta sus ofrecimientos epistolares, pero que no quiere o no puede corresponderle por razones de honor; el caballero, inútilmente ayudado por el autor-testigo (…), después de haber luchado contra tal o cual de sus rivales amorosos, se encierra en su propia y triste soledad y se quita la vida.
Este molde está sujeto a variaciones. Veremos una historia muy parecida a la citada en Cárcel de amor, otra algo variada, pero también cercana en Arnalte y Lucenda. En el Siervo «el enamorado y el autor son una misma persona, y la inasequibilidad o el abandono de la amada no se deben a escrúpulos de honor, sino al hecho de pertenecer a una familia de más alto linaje» (Samoná, 1991: 377). No podemos pasar por alto la variante que encontramos en la Estoria de dos amadores encajada en el Siervo. El correspondido amor de los amantes se ve truncado por la incursión del padre, normalmente de la doncella, que castiga a uno o a ambos de los amantes con la muerte.
Los héroes serán más de escribir cartas que de actuar o hablar, aparecen con estas epístolas personajes secundarios, normalmente históricos, que se convierten en confesores de los autores. Las heroínas deben rechazar y hacer sufrir al amador, pues así debe conformarse la novela cortés, la roman courtois. Ese carácter coercitivo viene dado por el código de honor al que los personajes están atados. En España, parecemos más vividores y son algo habituales las situaciones de acercamiento entre dos amantes que no lo pueden ser, sin olvidar el secretismo riguroso que deben guardar.

### Título
«Este es el primer título del Siervo libre de amor, que hizo Johan Rodríguez de la Cámara», así abre el padronés su obra. Las palabras que lo constituyen, en su autonomía, aportan una información esclarecedora. En cuanto a la palabra amor nos esperamos encontrar con unas reflexiones de carácter sentimental, de la de siervo, un personaje servil o una situación de servidumbre feudalista, ambas evocando el amor cortés típicamente medieval. Se complica el asunto con la introducción de libre y la construcción de la oración, propensa a diferentes interpretaciones. ¿Hablamos de un siervo manumitido?, ¿de uno que ha conseguido liberarse del amor?, ¿de libertad y de lo que supone antitéticamente respecto a la servidumbre?
Entenderemos libre como adjetivo, este referido a la facultad para obrar o no. Por ello, apoyándonos en la lectura, interpretamos un personaje que deliberada y voluntariamente ha decidido ser siervo de amor. Aunque lo normal sería pensar en libre y de amor como un sintagma adjetival que modifica al sustantivo, no nos debe extrañar la frecuencia de esta sintaxis en la época: un sustantivo que es modificado consecutivamente por un adjetivo y un sintagma preposicional que depende del primer elemento. Probablemente Rodríguez del Padrón fue consciente de lo enigmático en su sintaxis y aprovechó para jugar con la semántica, conciliando siervo libre y siervo de amor.

### Fecha de composición
Dentro de la cautela con la que hay que moverse a la hora de fechar una obra literaria, algunos detalles nos permitirán situarla dentro de un estrecho espacio de tiempo. 
Sabemos que «Gonçalo de Medina, juez de Mondoñedo» a quien se dirige el de Padrón en la primera parte: «De bien amar y ser amado», es un personaje histórico que ostentó el cargo al que se hace referencia entre 1426 y 1445. Más adelante, en la Estoria de dos amadores se vuelve frecuente aludir a reyes extranjeros, por ejemplo, «el muy poderoso rey de Francia», Carlos VII, que en junio de 1430 tomaba la corona. También «el muy alto rey de Hungría señor del Imperio», y el «rey de Polonia», se entienden mejor estos títulos en consonancia, pues hablamos del emperador Segismundo, primero rey de Hungría hasta 1411 y luego emperador entre 1433 hasta su muerte en 1438.
Leeremos más de una vez sobre la orden del águila, galardón que se podía recibir desde 1433 y sobre las peregrinaciones jacobeas, de las cuales destaca el año jubilar 1434, el llamado la «grand perdonança» tal y como aparece en el tratado.
Hernández Alonso se atreve a inclinarse por la segunda mitad de 1438, Fidel Fita se mueve por los años en el que volvió de Maguncia el cardenal Cervantes, 1439, y casó a Enrique IV con Blanca de Navarra, 1440. Amador de los Ríos entre 1445 y 1453, cuando el religioso ocupaba el arzobispado de Sevilla.

### Testimonios
Sí es cierto que el Siervo libre de amor disfrutó del éxito que le corresponde y que su autor fue reconocido por ello, continuándose su fama en el siglo XVI. Sin embargo, no tenemos más que un único testimonio conservado. Se trata de un manuscrito de finales del siglo XV que, actualmente, podemos encontrar en la Biblioteca Nacional de Madrid con signatura Ms.6052. En otro tiempo lo custodió la Biblioteca del Palacio Real de Madrid con la Q-224, esto nos indica que sería entre 1840-1850 cuando cambió de sede. Comparte códice con otras seis obras entre las que encontramos el Bursario o las epístolas de Madreselva y Mausol y de Troilos y Breçaida.

### Estructura
El Siervo cuenta con una estructura realmente innovadora. Se unen en un mismo tratado dos narrativas muy diferentes, aunque casan perfectamente, no se encuentran en proporción.
Hablamos de una narración biográfica en la que el autor trata sus sentimientos y una de caballerías. La parte biográfica hila débilmente con la novelita de caballerías, es tal el grado de independencia que el lector se encontrará con dos historias distintas. Esta corta novela lleva por nombre Estoria de dos amadores, el propio Hernández Alonso la tildará de quiste, un quiste bastante extenso que abarca la mayor parte de las páginas. Este dos en uno podría responder a la intención de nuestro autor por hacer más atractivo su escrito.
Comienza la novela con algo típico en la Edad Media, una especie de índice desarrollado en el que se desgajan las partes que se irán sucediendo. Le sigue una epístola introductoria que sirve para dedicar sus palabras a Gonzalo de Medina, desde este momento se distribuye la narración en tres partes. Responde cada una a tres momentos diferentes en la vida del autor: el primero es en el que bien amó y fue amado, el segundo en el que bien amó, pero fue desamado y el tercero en el que ni amó ni fue amado, este último es el tiempo psicológico de la obra, es decir, en el que se encuentra el autor escribiéndola. Encontramos una vez más desproporción, los dos primeros momentos se asemejan en extensión, el último es bastante escueto.
En este índice Rodríguez del Padrón explica el sistema alegórico por el que cada momento vital se corresponde con un árbol y con un pensamiento:
1º Amor correspondido que se presenta por un verde arrayán o mirto, esta sería la vía de bien amar.
2º Tiempo doloroso en el que el amor no es correspondido. El árbol amarillento y con espinas del paraíso habrá sustituido al verdoso mirto, simbolizando un sentimiento de desesperanza.
3º Este último momento lo representa una oliva verde, se trata de una vía «angosta y agra» por la que camina el entendimiento de la mano de la discreción, importante elemento. 

### Argumento
Es complicado resumir en términos generales el argumento del Siervo libre de amor, pues es una obra dividida en dos ejes temáticos completamente diferenciados: el primero, una suerte de autobiografía adornada, el segundo, la Estoria de dos amadores, que interrumpe el desarrollo natural de la primera.
El primer argumento lo inaugura la carta que envía Rodríguez del Padrón a Gonzalo de Medina, que engloba los dos primeros momentos vitales. Se trata de una historia de amor cortés desarrollada en el mundo provenzal que comienza con la exaltación del autor ante la contemplación de su amada. El padronés logra ser correspondido y pasa a servirla en todo momento, hasta que incumple la norma de la discreción y revela a un amigo la identidad de su dama. Este lo traiciona, por lo que el autor pasa de ser servidor de la dama a no ser amado. En ese momento aparece la primera figura alegórica: el Entendimiento. Lo hace para lograr salvar el alma de Rodríguez del Padrón, que, deseoso de morir por ella, intenta suicidarse. El primer eje temático se ve interrumpido por la novelita de caballerías y no se retoma hasta que Rodríguez del Padrón despierta del sueño de Ardanlier. A partir de este punto, la trama se centra en la manera en la que el autor debe enfrentarse a una nueva realidad. En ella, quiere amar y ser amado, pero se encuentra con que su manera gentil de amar no es entendida y aceptada. Esto ocurre en el tiempo desde el cual nos lo narra.
La Estoria de dos amadores es una historia de caballerías que cuenta la relación de amor gentil entre Ardanlier y Liessa. Estos son dos amantes nobles que, hartos de que sus padres no aprueben su relación, escapan. Huyen a Francia, donde la princesa Irene y Ardanlier se enamoran, aunque tienen que separarse porque el caballero no abandonaría a Liessa. Viven una sucesión de aventuras hasta asentarse en una cueva-castillo. Pero el padre de Ardanlier sale en búsqueda de los enamorados y logra encontrar a Liessa en su palacio, donde la mata. Ardanlier, al regresar y encontrar muerta a su amada, se suicida, muriendo así por su dama. Sin embargo, los enamorados resucitan en la gloria que se otorga a los amantes nobles. El sepulcro de los enamorados se convierte en un templo, una especie de lugar de peregrinaje para los caballeros y las damas que quieran probar su gentileza, aunque nadie logra su propósito. Esto se debe a que el templo, dividido en cuatro secciones, está encantado. Nadie consigue pasar de la primera de ellas, donde se encuentra la sepultura de Lamidoras, ayo de Ardanlier, mucho menos la segunda, donde yace Irene. Solamente Macías consigue superar el desafío. Del templo se dice que solo se abre, mágicamente, en tres momentos concretos del año: la fiesta de los mayos, la de San Juan Bautista y la de Santiago Apóstol, tres fiestas populares de Galicia.

### Personajes
Durante la lectura del Siervo libre de amor, nos encontramos con una gran variedad de personajes, que podemos clasificar según tres tipos: hablaremos sobre los biográficos y los alegóricos, estos en la parte biográfica de la obra y sobre lo de la Estoria de los dos amadores.
-         Personajes biográficos
Juan Rodríguez del Padrón es el personaje que con más cuidado se ha de leer. Al tratarse esta obra de una especie de autobiografía, se difuminan los límites entre el autor-humano y el autor-personaje. De hecho, en la obra aparece como personaje, autor, auctor y actor. Se nos presenta en esta obra como un amante atormentado por el amor que no le prodiga su dama. Hay una distancia, no solo espacial, sino social y moral, que le ocasiona un tremendo dolor. No obstante, es conocedor de las normas de cortesía y no intentará salvar esa distancia impuesta por su dama. 
La dama de Rodríguez del Padrón es un perfecto ejemplo en el modelo de amor cortés. Se trata de una mujer casada in absentia, que podría ser real o no serlo. Recordando lo que hemos comentado más arriba, se dice en la Vida de Juan Rodríguez del Padrón en tiempo de Henrique IV que el padronés tuvo por amante a la reina de Castilla, quien por mucho tiempo no desveló su identidad al autor. Cuando lo hizo, este traicionó su confianza contándoselo a un amigo suyo. Ocurre lo mismo en el Siervo libre de amor, pero no podemos asegurar que esa información sea cierta. Sea como fuere, en la obra no aparece en ningún momento el nombre de la dama, precisamente por el principio de discreción que impone la cortesía.
Gonzalo de Medina, el destinatario de la carta, ocupa un lugar estimado en la vida del autor, así se ve reflejado en el Siervo libre de amor. Esto es porque, aunque no aparece en toda la obra, es un lector-símbolo. No solo es un individuo, el significado de este personaje va más allá: simboliza el auditorio cortés que recibía la poesía que cantaba el trovador. Además, estará en relación con la Syndéresis, como explicaremos más adelante.
-         Personajes alegóricos
Empecemos por la Discreçión, descrita por Rodríguez del Padrón como la madre de todas las virtudes. Su papel es reprochar al autor que no haya sabido apreciar su libertad, cualidad del ser humano por naturaleza y advertirle de que para tomar la vía de amar y ser amado se requiere discreción. Es importante vincular a la Syndéresis, también personaje, con Gonzalo de Medina, siendo aquella una imagen de este. El padronés concluye su novela marchándose en una barca timoneada por la discreción, por Syndéresis. Los relacionamos, otorgándole circularidad a la obra, porque el autor manifiesta al principio la intención de contarle su historia al juez y acaba declarando que se la narra a la vieja Syndéresis.   
El Entendimiento aparece como figura alegórica después de que Juan Rodríguez del Padrón sea rechazado por su dama. En este momento, el sufrimiento del amante es tal que piensa en suicidarse, pero entonces fabla el Entendimiento y le advierte de los peligros del Inframundo, lugar donde acaban los que se quitan la vida. Aprovecha este personaje para desplegar su sabiduría en materia de mitología clásica, pues esta parte de la obra está repleta de menciones a personajes míticos: Cancerbero, Teseo, Caronte, Pirítoo, Ixión, etc.
-         Personajes de la Estoria de los dos amadores
El personaje de Ardanlier se podría definir como un compendio entre el ser conquistador y el leal amado. Por un lado, sí es cierto que permanece con Liessa, la mujer de la que está enamorado desde el principio hasta el final, pero, por otro, ese hecho no quita que Irene y él se enamoren. 
Liessa se nos presenta como una dama completamente enamorada de Ardanlier, hasta el punto de escapar con él. Su figura no tiene la función de mostrar el proceso de enamoramiento, sino que sirve de advertencia para los amantes más apasionados: una pasión desenfrenada puede llevar a la muerte. 
Lamidoras, el fiel ayo de Ardanlier, es él quien acompaña a su amo durante todo su proceso de duelo, además de realizar un planto por su muerte. Presencia la muerte de Liessa a manos del padre de Ardanlier y permanece con el cuerpo hasta que su amo regresa a palacio. Éste, al verle junto a su dama, lo acusa del asesinato y lo condena a morir. Entonces, insistiendo en su lealtad, le explica la verdadera historia y Ardanlier pide disculpas. Como última petición antes de suicidarse, su amo le ruega que vaya a Francia a entregar una carta que escribió para su otra amada, Irene. Así lo hace Lamidoras.
Irene, la princesa de Francia, se enamora de Ardanlier en su paso por la corte. El caballero la corresponde en sentimientos, pero le deja claro que no pueden estar juntos, no puede abandonar a Liessa. Como muestra de amor, ordena que fabriquen un candado de oro que llevará en la muñeca, símbolo del estado en el que su corazón se encuentra. Asimismo, le entrega su llave a Ardanlier, impidiendo que se abra el candado hasta su reclamada vuelta. Cuando Ardanlier muere, Lamidoras es el encargado de llevar a Irene la carta de su enamorado junto con la llave. Al leerla, la princesa promete a Vesta, diosa de la castidad, hacer del sepulcro de los amantes un templo.

## Rodríguez del Padrón y la posteridad
La ficción sentimental es un género que abarca varios problemas. Su definición no está clara porque se ha establecido por medio de las obras con las que comparte ciertas características. Además, no tiene límites cronológicos concretos, se enmarca no solo en dos siglos distintos, sino en dos épocas respecto a la periodización literaria estándar. Comienza con el Siervo libre de amor, por tratar aspectos clave en la formación del género y contener las pautas que establecerán el tono de las futuras obras sentimentales. La primera de ellas es que la obra sea un compendio entre debate-tratado y ficción. Será importante el elemento epistolar, además de la fusión de elementos lírico-narrativos. Por supuesto, todas las obras de este género se ambientarán en un marco cortés, tanto en el escenario, como en la tramoya y en los personajes. El carácter teatral atraerá a un público mayormente cortesano y palaciego.
En cuanto al legado del Siervo, hablaremos brevemente de tres obras en las que no solo veremos su influencia, también introducirán nuevas relaciones con otros géneros. Son La sátira de infelice e felice vida de don Pedro de Portugal, Tratado e despido a una dama de religión de Fernando de la Torre y Triste deleytaçión de un anónimo catalán. La primera asentará un modelo escolástico de tratado en el que se combinarán explicaciones del narrador con sus diálogos con personajes alegóricos, innova al utilizar la primera persona tanto en prosa como en verso. Con la segunda se establecerán dos características fundamentales: el dialogismo y el subjetivismo lírico, que reafirmará el tono pseudoautobiográfico. La Triste deleytación aportará varios rasgos esenciales: la acción narrada cobrará un papel principal, se priorizará el punto de vista femenino y se pulirán los enlazamientos entre la prosa y el verso.

## Miembros notables de la familia
- Alfonso Ruiz de la Cámara. Caballero de Espuelas Doradas el 15 de agosto de 1487 por el rey Fernando II de Aragón, rey de Castilla. Rey de Nápoles y rey de Navarra. Luego se le dio un registro de nobleza, confirmación de Caballero de Espuelas Doradas, y una carta de privilegios por la reina Joanna de Castilla (Juana la Loca) el 23 de abril de 1506
- Gómez Ruiz de la Cámara. El rey Enrique III de Castilla (El Doliente) en el año de 1393 dio el título de caballero de la Cámara a Gómez Ruiz, que más tarde fue conocido como Gómez Ruiz de la Cámara. Entonces el rey Enrique III de Castilla lo casó con una dama inglesa, que era señora en espera de la reina Catalina de Lancaster (Doña Catalina) hija del Juan de Gaunt, primer Duque de Lancaster (Alencastre).
- Gómez Fernández de la Cámara Le fue otorgado por Real Decreto, los títulos de Secretario y Escriba Real y Notario Real de la Corte por el Rey Juan II de Castilla el 9 de marzo de 1453.
- Juan de la Cámara (1525-1602) El español Conquistador e hidalgo nació en Alcalá de Henares, España en 1525. Llegó a Nueva España el día de hoy México de España en 1539, se unió a la Conquista de Yucatán en 1541, y fue uno De los fundadores de Mérida Yucatán.
- Gonzalo de la Cámara En 1227 en la ciudad de Baeza, el rey Fernando III de Castilla (Fernando Tercero de Castilla el Santo) por Real Decreto, ordenó que el escudo de armas de los caballeros que estaban con él en la batalla, La ciudad, uno de los Escudos que se exhibió perteneció a Don Gonzalo de la Cámara

### Ediciones
Rodríguez del Padrón, Juan. (2004).  Enric Dolz, ed. Siervo libre de amor.
Rodríguez del Padrón., Juan. (1982).  César Hernández Alonso, ed. Obras completas. Editora Nacional.
Rodríguez del Padrón, Juan. (1976).  Antonio Prieto, ed. Siervo libre de amor. Editorial Castalia.
Rodríguez del Padrón, Juan (1884).  Antonio Paz y Meliá, ed. Obras completas de Juan Rodríguez del Padrón.

### Estudios
Cortijo Ocaña., Antonio. (2001). La evolución genérica de la ficción sentimental. London: Tamesis.
Lacarra Sanz., Eukene. (2000). Siervo libre de amor, ¿autobiografía espiritual?.
Lida de Malkiel., María Rosa. (1952). Juan Rodríguez del Padrón: Vida y Obras. p. 313-351.
Parrilla, Carmen; Pampín, Mercedes (2002). «Juan Rodríguez del Padrón».  En Carlos Alvar y José Manuel Lucía Megías, ed. Diccionario filológico de la literatura medieval española. Madrid: Castalia. p. 725-733.
Rohland de Langbehn., Regula. (1999). La unidad genérica de la novela sentimental española de los siglos XV y XVI. London: Department of Hispanic Studies Queen Mary and Westfield College.
Samoná., Carmelo. (1991). «Los códigos de la novela sentimental».  En Alan Deyermond, ed. Historia y crítica de la literatura española. Barcelona: Crítica. p. 376-381.